# Ali-Šaher
Ali-Šaher (perz. عالی‌شهر) je planirani grad u Bušeherskoj pokrajini u Iranu. Ali-Šaher je projektiran kao satelitski sveučilišni grad Bušehera čije je središte udaljeno 20 km zapadno. Na sjeveru Ali-Šahera nalazi se Islamsko slobodno sveučilište Bušeher, a na istoku velika knjižnica s parkom. Prema popisu stanovništva iz 2006. godine u gradu je živjelo 6251 ljudi.

## Poveznice
- Bušeher

## Vanjske poveznice
- (perz.) Islamsko slobodno sveučilište Bušeher u Ali-Šaheru  Arhivirana inačica izvorne stranice od 1. svibnja 2018. (Wayback Machine)